# Sully Sullenberger
Chesley Burnett "Sully" Sullenberger III (Denison, 1951. január 23. –) visszavonult amerikai diplomata és pilóta, aki leginkább arról ismert, hogy a US Airways 1549-es járatának kapitánya volt. A gép 2009-ben kényszerleszállást hajtott végre a Hudson folyón, miután egy madárraj becsapódása miatt a repülőgép mindkét hajtóműve leállt. A fedélzeten tartózkodó 155 ember (így Sullenberger is) túlélte a katasztrófát. Sullenberger a repülésbiztonság szószólója lett, és segített új repülésbiztonsági protokollok kidolgozásában. 
Sullenberger 2010. március 3-án vonult nyugdíjba a US Airways légitársaságtól, 30 év pilótaként eltöltött év után. A következő év májusában a CBS News légiközlekedési és biztonsági szakértőként alkalmazta.

## Élete
Sullenberger III 1951. január 23-án született a texasi Denisonban. Apja svájci-német bevándorlók leszármazottja volt. Van egy nővére, Mary. Az utcát, ahol felnőtt, édesanyja családjáról nevezték el.

## Magánélete
Sullenberger felesége Lorraine "Lorrie" Sullenberger fitneszedző akivel két lányt, Kate-et és Kelly-t fogadtak örökbe.
1995. december 7-én Sullenberger édesapja öngyilkossággal vetett véget életének, nem sokkal azután, hogy egy nagyobb műtétet követően kiengedték a kórházból. Depresszióban szenvedett az előtte álló hosszú és nehéz felépülés miatt. Nem hagyott semmilyen üzenetet. Ennek eredményeképpen Sullenberger öngyilkosság-megelőzési aktivistává vált, mivel népszerűsítette a Nemzeti Öngyilkosság-megelőzési Hetet és a Nemzeti Öngyilkosság-megelőzési Életvonalat.

## A popkultúrában
Garrison Keillor rádiós műsorvezető dalt szerzett "Pilot Song: The Ballad of Chesley Sullenberger III" címmel. A dal Keillor varietéműsorában, A Prairie Home Companionban hangzott el.
Sullenberger beszéde hallható Michael Moore 2009-es Capitalism: A Love Story című dokumentumfilmjében.
A 2011-es Barátság extrákkal című filmben többször is utalnak Sullenbergerre.
Az Electric Youth 2010-es "A Real Hero" című dala Sullenbergerről szól.
2010-ben Stephen Colbert, Jon Stewart, és Steve Carell kiadtak egy humoros lemezt Everybody's Talking 'Bout Sully címmel.
A 2016-os Sully – Csoda a Hudson folyón című dokumentumfilm Sullenberger Highest Duty: My Search for What Really Matters című önéletrajzi könyvén alapul. A filmet Clint Eastwood rendezte, Sullenberger szerepében pedig Tom Hanks látható.
A 2017-es Megjött apuci 2. című filmben önmagát alakította, cameoszerepben.
Megjelent a Fox Duncanville című rajzfilmsorozatának pilot epizódjában is (ugyanakkor nem szinkronizálta önmaga animált verzióját).
Szerepelt a 2022-es  Downfall: The Case Against Boeing című dokumentumfilmben.